# Піясілі
Піясілі (Піяшшилі, Піяшіліш) (*д/н — бл. 1315 до н. е.) — цар міста-держави Каркемиш у 1345—1315 роках до н. е. Відомий також як Шаррі-Кушух.

## Життєпис
Другий син хетського царя Суппілуліуми I. Ймовірно набув військового досвіду під час походів батька. Близько 1350 року до н. е. очолив хетське військо, яке виступило проти мітаннійського царя Шуттарни III, якого переміг у битвах при Каркемиші і Харрані. За цим було повалено Шуттарну III. Замість нього Піясілі поставив на трон Мітанні Шаттівазу, який визнав себе залежним від Хетської держави.
У 1345 році до н. е. отримав від батька міста Каркемиш, Екалте, Ахуна і Терка зі статусом намісника. Також для своїх хуритських підданих взяв ім'я Шаррі-Кушух.
Близько 1335 року до н. е. брав участь у поході на Кадеш, де було повалено царя Етаккаму. Батько призначив Піясілі намісником Кадеша. 1334 року до н. е. зі сходженням на трон брата Арнуванди II отримав титул царя, але поступився посадою намісника Кадеша.
Близько 1333 року до н. е. виступив проти ассирійського царя Ашшур-убалліта I, що виступив до меж Мітанні, загрожуючи впливу Хетської держави. Піясілі змусив ассирійців відступити.
1324 році до н.е проти Піясілі виступив ассирійський цар Елліль-нірарі, який захопив Каркемиш. Піясілі на допомогу прийшов брат Мурсілі II, що на той час став великим царем хетів. Ассирійців та їх союзникі вхуритів було успішно переможено. Отримав від Мурсілі II статус намісника великого царя у Сирії. 1320 року до н. е. в свою чергу піясілі допоміг братові-великому цареві у поході проти держави Арцава. 1318 року до н. е. придушив повстання в області Нухашше.
Невдовзі після повернення Піясілі захворів й помер близько 1315 року до н. е. в м.Куммі напередодні якогось релігійногос вята. Йому спадкував старший син ...-Шаррума.